# Stechow-Ferchesar
Stechow-Ferchesar är en kommun i Landkreis Havelland i förbundslandet Brandenburg i Tyskland. Kommunen bildades den 31 december 2002 genom en sammanslagning av de tidigare kommunerna Stechow och Ferchesar. Kommunen ingår som en del av kommunalförbundet Amt Nennhausen, vars gemensamma administrativa säte ligger i Nennhausen.